# Псарёв, Владимир Александрович
Владимир Александрович Псарёв (13 марта 1970, Глазов, Удмуртская АССР) — советский и российский биатлонист, участник Кубка мира, чемпион мира среди юниоров, чемпион СНГ в эстафете, Мастер спорта СССР (1989).

## Биография
Начал заниматься биатлоном в 12 лет, до этого почти ни разу не вставал на лыжи. Первый тренер — Александр Анатольевич Русских. В 1987 году переехал в Ижевск и тренировался под руководством Михаила Владимировича Ткаченко. В 1989 году успешно выступил на первенстве СССР среди юниоров.
На чемпионате мира среди юниоров 1990 года в Соданкюля завоевал медали во всех видах программы — бронзу в спринте и индивидуальной гонке, серебро в эстафете и золото — в командной гонке.
В феврале 1992 года стал победителем чемпионата СНГ в эстафете вместе с другими ижевскими биатлонистами — Александром Безносовым, Алексеем Кобелевым и Валерием Медведцевым.
В составе сборной России участвовал в Кубке мира сезона 1993/94, дебютировал 9 декабря 1993 года в индивидуальной гонке на этапе в Бадгастайне, и в этой же гонке показал свой лучший результат — восьмое место.
В дальнейшем выступал на российских соревнованиях. Завершил спортивную карьеру в 1998 году.

## Личная жизнь
Живёт в Ижевске, работает в Управлении федеральной службы по контролю за оборотом наркотиков по Удмуртии. В 2014 году принимал участие в эстафете олимпийского огня в Ижевске.
Женат, супруга — Татьяна, двое сыновей. Старший сын, Егор (род. 1997) тоже занимается биатлоном.